# 绒球花目
绒球花目(Bruniales)又名鳞叶树目，是双子叶植物菊类植物桔梗类植物分支下的一目。
本目是2009年APG III 分类法引入的目，下有两科：
- 绒球花科 Bruniaceae
- 弯药树科 Columelliaceae

2016年的APG IV 分类法维持此分类。